# Misaki (Osaka)
Misaki (岬町, Misaki-chō) és una vila i municipi de la prefectura d'Osaka, a la regió de Kansai, Japó. Misaki és el municipi més meridional de la prefectura i el seu nom vol dir literalment "cap" en català, indicant la seua posició geogràfica. La vila es troba al districte de Sennan i és en part coneguda pel parc Misaki, parc d'atraccions construït pels ferrocarrils Nankai.

## Geografia
El municipi de Misaki es troba al sud-oest de la prefectura d'Osaka i és el punt més meridional. Misaki està adscrit pel govern prefectural a la regió de Sennan o Izumi sud, en record a l'antiga província i al districte del mateix nom al que pertany junt amb les viles de Kumatori i Tajiri. El terme municipal de Misakai limita amb els termes de Hannan a l'est i amb la prefectura de Wakayama a l'oest i al sud. Al nord es troba la badia d'Osaka.

## Història
Fins a l'era Meiji, l'àrea on actualment es troba el municipi de Misaki va formar part de l'antiga província d'Izumi i, en concret, de la seua regió meridional, coneguda com a Sennan (泉南) i que dona nom al districte al qual pertany la vila. Des de 1896 fins a l'actualitat, l'àrea ha estat al districte de Sennan, però amb anterioritat va formar part del districte de Hine. L'1 d'abril de 1955 es va fundar la vila de Misaki amb la unió dels pobles de Tanagawa, Fuke, Tannowa i Kyōshi.

## Transport

### Ferrocarril
- Ferrocarril Elèctric Nankai
  - Estació de Tannowa
  - Estació de Misaki-kōen (Accés al parc Misaki)
  - Estació de Kyōshi
  - Estació de Fukechō
  - Estació de Fukekō
  - Estació de Tanagawa

### Carretera
- Nacional 26